# درک مایلز
درک مایلز (انگلیسی: Derek Miles؛ زادهٔ ۲۸ سپتامبر ۱۹۷۲) ورزشکار پرش با نیزه اهل ایالات متحده آمریکا است.
وی در مسابقات کشوری و بین‌المللی در مجموع برندهٔ ۱ مدال برنز شده‌است.